# Gattung (Schienenfahrzeug)
Der Begriff Gattung wird im Bereich der Eisenbahnen als Bezeichnung für eine Gruppe von Fahrzeugen gebraucht, die gemeinsame Eigenschaften aufweisen. Welche Merkmale die Zuordnung zu einer Gattung bestimmen, ist unterschiedlich und neben „historisch gewachsenen“ Zuordnungen auch durch die Gliederungstiefe der Objekte bestimmt. 

## Gattung als Bezeichnung für Triebfahrzeuge
Im Bereich der deutschen Länderbahnen wurden Lokomotiven mit gemeinsamen Eigenschaften oder einer gemeinsamen Bauserie als Gattung bezeichnet. Mit der Gründung der Deutschen Reichsbahn änderte sich diese Bedeutung in den Begriff  Baureihe.
Vor allem in englischsprachigen Ländern wird der Begriff Class (Klasse) verwendet.

## Gattung als Bezeichnungssystem von Lokomotiven bei der Deutschen Reichsbahn
Um die verschiedenen übernommenen Triebfahrzeuge, vor allem Dampflokomotiven, gezielt einsetzen zu können, entwickelte die Deutsche Reichsbahn neben dem Baureihenschema ein zweites System. In diesem aus Buchstaben und Zahlen bestehenden System definierten Betriebsgattungszeichen den Einsatzzweck und die Achslast. 
Beispiel: G 56.18 steht für eine Güterzugdampflokomotive mit 5 angetriebenen und insgesamt 6 Achsen und einer Achslast von 18 Tonnen.

## Gattung als Bezeichnungssystem von Eisenbahnwagen
Für Reisezug- und Güterzugwagen besteht seit Ende des 19. Jahrhunderts in Deutschland eine Einordnung in Gattungen. Zur Unterscheidung werden für die Gattungsbezeichnung entsprechende Gattungszeichen bestehend aus sogenannten Gattungsbuchstaben und Kennbuchstaben bei Güterwagen und Hauptzeichen und Kennbuchstaben bei Personenwagen genutzt.